# Ciclismo nos Jogos Sul-Americanos de 2018
As competições de ciclismo nos Jogos Sul-Americanos de 2018 ocorreram entre 27 de maio e 5 de junho em um total de 20 eventos de quatro modalidades. As competições aconteceram em quatro sedes: Circuito BMX G.A.M.C., Cerro de Sán Pedro, Circuito Cochabamba e Velódromo Villa Suramericana, todos localizados em Cochabamba, Bolívia.
O evento foi qualificatório para os Jogos Pan-Americanos de 2019, em Lima, Peru, em suas quatro disciplinas: pista, estrada, mountain bike e BMX.

## Calendário
| P | Preliminares | O | Oitavas de final | R | Repescagem | ¼ | Quartas de final | ½ | Semifinais | F | Final |

| Prova↓/Data →                | Dom 27 | Seg 28 | Ter 29 | Ter 29 | Qua 30 | Qui 31 | Sex 1 | Sáb 2 | Dom 3 | Seg 4 | Ter 5 |
| ---------------------------- | ------ | ------ | ------ | ------ | ------ | ------ | ----- | ----- | ----- | ----- | ----- |
| BMX masculino                |        | P      | ½      | F      |        |        |       |       |       |       |       |
| BMX feminino                 |        | P      | ½      | F      |        |        |       |       |       |       |       |
| Cross-country masculino      |        |        |        |        |        |        |       |       |       |       | F     |
| Cross-country feminino       |        |        |        |        |        |        |       |       |       |       | F     |
| Corrida em estrada masculina |        |        |        |        |        |        |       |       | F     |       |       |
| Corrida em estrada feminina  |        |        |        |        |        |        |       |       | F     |       |       |
| Contra o relógio masculino   | F      |        |        |        |        |        |       |       |       |       |       |
| Contra o relógio feminina    | F      |        |        |        |        |        |       |       |       |       |       |

| Prova↓/Data →                     | Dom 27 | Seg 28 | Ter 29 | Qua 30 | Qua 30 | Qui 31 | Qui 31 | Qui 31 | Qui 31 | Sex 1 | Sex 1 | Sex 1 | Sex 1 | Sáb 2 | Sáb 2 | Sáb 2 | Dom 3 | Seg 4 | Ter 5 |
| --------------------------------- | ------ | ------ | ------ | ------ | ------ | ------ | ------ | ------ | ------ | ----- | ----- | ----- | ----- | ----- | ----- | ----- | ----- | ----- | ----- |
| Keirin masculino                  |        |        |        |        |        |        |        |        |        |       |       |       |       | P     | R     | F     |       |       |       |
| Keirin feminino                   |        |        |        |        |        | P      | R      | F      | F      |       |       |       |       |       |       |       |       |       |       |
| Madison masculino                 |        |        |        |        |        |        |        |        |        |       |       |       |       | F     | F     | F     |       |       |       |
| Madison feminino                  |        |        |        |        |        |        |        |        |        |       |       |       |       | F     | F     | F     |       |       |       |
| Omnium masculino                  |        |        |        | F      | F      |        |        |        |        |       |       |       |       |       |       |       |       |       |       |
| Omnium feminino                   |        |        |        |        |        |        |        |        |        | F     | F     | F     | F     |       |       |       |       |       |       |
| Perseguição por equipes masculino |        |        |        |        |        |        |        |        |        | P     | P     | F     | F     |       |       |       |       |       |       |
| Perseguição por equipes feminino  |        |        |        | P      | P      | F      | F      | F      | F      |       |       |       |       |       |       |       |       |       |       |
| Velocidade masculino              |        |        |        |        |        | P      | O      | R      | ¼      | ½     | ½     | F     | F     |       |       |       |       |       |       |
| Velocidade feminino               |        |        |        |        |        |        |        |        |        | P     | O     | R     | ¼     | ½     | ½     | F     |       |       |       |
| Velocidade por equipes masculino  |        |        |        | P      | F      |        |        |        |        |       |       |       |       |       |       |       |       |       |       |
| Velocidade por equipes feminino   |        |        |        | P      | F      |        |        |        |        |       |       |       |       |       |       |       |       |       |       |

## Medalhistas

### Ciclismo de estrada
Masculino
| Evento                      | Ouro                           | Prata                      | Bronze                           |
| --------------------------- | ------------------------------ | -------------------------- | -------------------------------- |
| Corrida em estrada detalhes | Jefferson Cepeda ECU Equador   | Omar Mendoza COL Colômbia  | Juan Pablo Suárez COL Colômbia   |
| Contra o relógio detalhes   | Rodrigo Contreras COL Colômbia | Walter Vargas COL Colômbia | Freddy Gonzales Soto BOL Bolívia |

Feminino
| Evento                      | Ouro                               | Prata                        | Bronze                       |
| --------------------------- | ---------------------------------- | ---------------------------- | ---------------------------- |
| Corrida em estrada detalhes | Ana Cristina Sanabria COL Colômbia | Yeny Colmenares COL Colômbia | Daniely García VEN Venezuela |
| Contra o relógio detalhes   | Ana Cristina Sanabria COL Colômbia | Sérika Gulumá COL Colômbia   | Miryam Núñez ECU Equador     |

### Ciclismo de pista
Masculino
| Evento                           | Ouro                                                                  | Prata                                                                            | Bronze                                                                 |
| -------------------------------- | --------------------------------------------------------------------- | -------------------------------------------------------------------------------- | ---------------------------------------------------------------------- |
| Velocidade individual detalhes   | Fabián Puerta COL Colômbia                                            | Hersony Canelón VEN Venezuela                                                    | Kevin Quintero COL Colômbia                                            |
| Velocidade por equipes detalhes  | Fabián Puerta Kevin Quintero Rubén Murillo COL Colômbia               | Adamil Agüero César Marcano Hersony Canelón VEN Venezuela                        | Flávio Cipriano João Vitor da Silva Kacio Fonseca BRA Brasil           |
| Perseguição por equipes detalhes | Brayan Sánchez Bryan Gómez Carlos Tobón Juan Martín Mesa COL Colômbia | Claudio García Felipe Peñaloza Luis Fernando Sepúlveda Pablo Seisdedos CHI Chile | Ángel Pulgar Carlos Linares Clever Martínez Enrique Díaz VEN Venezuela |
| Keirin detalhes                  | Hersony Canelón VEN Venezuela                                         | Fabián Puerta COL Colômbia                                                       | Leandro Bottasso ARG Argentina                                         |
| Madison detalhes                 | Antonio Cabrera CHI Chile                                             | Gabriel Ramos Iván Ruiz ARG Argentina                                            | Luis Fernando Mendoza Máximo Rojas VEN Venezuela                       |
| Omnium detalhes                  | Juan Esteban Arango COL Colômbia                                      | Ángel Pulgar VEN Venezuela                                                       | Jorge Luis Montenegro ECU Equador                                      |

Feminino
| Evento                           | Ouro                                                                | Prata                                                                       | Bronze                                                                     |
| -------------------------------- | ------------------------------------------------------------------- | --------------------------------------------------------------------------- | -------------------------------------------------------------------------- |
| Velocidade individual detalhes   | Martha Bayona COL Colômbia                                          | Mariesthela Vilera VEN Venezuela                                            | Natalia Vera ARG Argentina                                                 |
| Velocidade por equipes detalhes  | Diana García Martha Bayona COL Colômbia                             | Mariana Díaz Natalia Vera ARG Argentina                                     | Andrea Ortiz Mariesthela Vilera VEN Venezuela                              |
| Perseguição por equipes detalhes | Jannie Salcedo Jessica Parra Sérika Gulumá Yesi Dueñas COL Colômbia | Aranza Villalón Constanza Paredes Daniela Guajardo Paula Villalón CHI Chile | Danielys García Jennifer Cesar Lilibeth Chacón Zuralmy Rivas VEN Venezuela |
| Keirin detalhes                  | Martha Bayona COL Colômbia                                          | Diana García COL Colômbia                                                   | Gabriela Gomes BRA Brasil                                                  |
| Madison detalhes                 | Jannie Salcedo Jessica Parra COL Colômbia                           | Angie González Daniely García VEN Venezuela                                 | Cristina Irma Greve Maribel Aguirre ARG Argentina                          |
| Omnium detalhes                  | Cristina Irma Greve ARG Argentina                                   | Yeny Colmenares COL Colômbia                                                | Wellyda Rodrigues BRA Brasil                                               |

### Mountain bike
Masculino
| Evento                 | Ouro                         | Prata                            | Bronze                    |
| ---------------------- | ---------------------------- | -------------------------------- | ------------------------- |
| Cross-country detalhes | Fabio Castañeda COL Colômbia | Luiz Henrique Cocuzzi BRA Brasil | William Tobay ECU Equador |

Feminino
| Evento                 | Ouro                     | Prata                        | Bronze                  |
| ---------------------- | ------------------------ | ---------------------------- | ----------------------- |
| Cross-country detalhes | Laura Abril COL Colômbia | Agustina Apaza ARG Argentina | Leidy Mera COL Colômbia |

### BMX
Masculino
| Evento       | Ouro                      | Prata                        | Bronze                      |
| ------------ | ------------------------- | ---------------------------- | --------------------------- |
| BMX detalhes | Alfredo Campo ECU Equador | Gonzalo Molina ARG Argentina | Carlos Ramírez COL Colômbia |

Feminino
| Evento       | Ouro                        | Prata                      | Bronze                      |
| ------------ | --------------------------- | -------------------------- | --------------------------- |
| BMX detalhes | Doménica Azuero ECU Equador | Mariana Díaz ARG Argentina | María Restrepo COL Colômbia |

## Quadro de medalhas
| Ordem | País          | Medalha de ouro | Medalha de prata | Medalha de bronze | Total | Ordem por total |
| ----- | ------------- | --------------- | ---------------- | ----------------- | ----- | --------------- |
| 1     | COL Colômbia  | 14              | 7                | 5                 | 26    | 1               |
| 2     | ECU Equador   | 3               |                  | 3                 | 6     | 4               |
| 3     | VEN Venezuela | 1               | 5                | 5                 | 11    | 2               |
| 4     | ARG Argentina | 1               | 5                | 3                 | 9     | 3               |
| 5     | CHI Chile     | 1               | 2                |                   | 3     | 6               |
| 6     | BRA Brasil    |                 | 1                | 3                 | 4     | 5               |
| 7     | BOL Bolívia   |                 |                  | 1                 | 1     | 7               |
| TOTAL | TOTAL         | 20              | 20               | 20                | 60    | —               |